# Marwan Arafat
Mohammad Marwan Arafat (Rukn ad-Deen/Damaszkusz, 1945. január 5. – 2012. június 12.) szíriai nemzetközi labdarúgó-játékvezető, labdarúgó, sportelemző, egyetemi adjunktus, újságíró. Földrajz Tanszék A damaszkuszi egyetemen földrajz szakon szerzett diplomát. Az Egyesült Államokban testnevelésből Ph.D. fokozatot szerzett. 1978–2012 között a damaszkuszi egyetem tanára. A szíriai-jordániai határon terrorista támadás okozta halálát.

## Pályafutása

### Nemzeti játékvezetés
Nemzeti labdarúgó-szövetségének megfelelő játékvezető bizottságai minősítése alapján jutott magasabb osztályokba. A küldési gyakorlat szerint rendszeres partbírói szolgálatot is végzett. Az I. Liga játékvezetőjeként 1983-ban vonult vissza.

### Nemzetközi játékvezetés
A Szíriai labdarúgó-szövetség Játékvezető Bizottsága (JB) terjesztette fel nemzetközi játékvezetőnek, a Nemzetközi Labdarúgó-szövetség (FIFA) 1980-tól tartotta nyilván bírói keretében. A FIFA JB központi nyelvei közül a angolt beszéli. Több nemzetek közötti válogatott és klubmérkőzést vezetett, vagy működő társának partbíróként segített. A nemzetközi játékvezetéstől 1983-ban sportvezetői kötelezettségei miatt búcsúzott.

#### Labdarúgó-világbajnokság
A világbajnoki döntőkhöz vezető úton Spanyolországba a XII., az 1982-es labdarúgó-világbajnokságra a FIFA JB játékvezetőként alkalmazta. Selejtező mérkőzéseket az Ázsiai Labdarúgó-szövetség (AFC) zónában vezetett.

##### Selejtező mérkőzés
| Időpont            | Helyszín                   | Mérkőzés típusa                   | Mérkőzés           | Eredmény | Nézők száma |
| ------------------ | -------------------------- | --------------------------------- | ------------------ | -------- | ----------- |
| 1980. december 24. | Központi Stadion, Hongkong | előselejtező (2. kör; B. csoport) | Hongkong–Szingapúr | 1 – 1    | 16 562      |
| 1980. december 28. | Központi Stadion, Hongkong | előselejtező (2. kör; A. csoport) | Japán–Makaó        | 3 – 0    | 27 829      |

#### Olimpiai játékok

##### 1980. évi nyári olimpiai játékok
Az 1980. évi nyári olimpiai játékok labdarúgó tornáján a FIFA JB bírói szolgálatra alkalmazta. Az első arab játékvezető, aki FIFA rendezvényen mérkőzést vezethetett. A bronzmérkőzésen 2. számú partbírói feladatot kapott.

###### Labdarúgás az 1980. évi nyári olimpiai játékokon
| Időpont          | Helyszín               | Mérkőzés típusa              | Mérkőzés           | Eredmény |
| ---------------- | ---------------------- | ---------------------------- | ------------------ | -------- |
| 1980. július 22. | Lenin Stadion, Moszkva | csoportmérkőzés (A. csoport) | Szovjetunió–Zambia | 3 – 1    |

## Sportvezetőként
Kétszer (1981–1983; 1983–1996) választották a Szíriai Labdarúgó-szövetség elnökének. 1994–1996 között Damaszkuszban az Unió Sportintézetének igazgatója. Az AFC keretében egy ideig elnökként, majd nemzetközi sportelőadóként tevékenykedett.